# Resolució 1467 del Consell de Seguretat de les Nacions Unides
La Resolució 1467 del Consell de Seguretat de les Nacions Unides fou adoptada per unanimitat el 18 de març de 2003. Després d'expressar la seva preocupació per la situació a l'Àfrica Occidental, el Consell va adoptar una declaració relativa a la proliferació de les activitats dels armamentistes i mercenaris a l'Àfrica occidental.
La declaració va ser adoptada després d'una reunió d'alt nivell durant tot el dia amb més de 20 conferenciants i presidida per François Lonseny Fall, ministre d'Afers Exteriors de Guinea.

## Declaració
El Consell de Seguretat va començar expressant preocupació i condemnant la proliferació d'armes petites i lleugeres, així com les activitats dels mercenaris a l'Àfrica Occidental com a contribució a les violacions dels drets humans i del dret internacional humanitari. Es va instar a adoptar mesures adoptades a nivell intern per contrarestar el problema a la regió, i es va destacar una major cooperació entre els estats per prevenir el tràfic d'armes il·legals i les activitats mercenàries.
Es va demanar als estats de l'Àfrica Occidental que consideressin els següents passos per ajudar en la implementació de la Moratoria sobre les Armes Lleugeres de l'ECOWAS:
(a) ampliar la moratòria per incloure un sistema d'intercanvi d'informació;
(b) augmentar la transparència en armament a través d'un registre de l'ECOWAS registrant inventaris nacionals d'armes;
(c) enfortir les comissions nacionals per supervisar l'aplicació de la moratòria;
(d) construir la capacitat de la secretaria de l'ECOWAS;
(e) informatització de les llistes de registre d'aeronaus per garantir un millor control de l'espai aeri;
(f) introduir un certificats d'usuari final per a armes importades.
La declaració també va expressar la seva preocupació per les violacions de l'embargament d'armes a l'Àfrica occidental i els vincles entre aquestes violacions, el tràfic d'armes il·legals i les activitats. Per tant, calia conscienciar la població de la subregió dels perills del tràfic d'armes i les activitats dels mercenaris. El Consell va demanar als estats de l'ECOWAS que presentessin informes respecte del Secretari General Kofi Annan sobre les accions adoptades per implementar el programa d'acció de les Nacions Unides sobre armes petites i armes lleugeres. Apel·lant a la comunitat donant, la resolució va demanar assistència als estats d'Àfrica Occidental en l'aplicació d'aquestes mesures.
El Consell també va convidar els països de l'Àfrica occidental a reconèixer la importància del desarmament, la desmobilització i la reinserció en situacions posteriors a conflictes i cessar el suport als grups armats als països veïns. Es va demanar als països productors d'armes que reforcessin els reglaments i els procediments per a les transferències d'armes a Àfrica Occidental. Finalment, la declaració repetida exigeix que les organitzacions regionals i subregionals desenvolupin polítiques en benefici dels nens afectats per la guerra.